# Columbíade

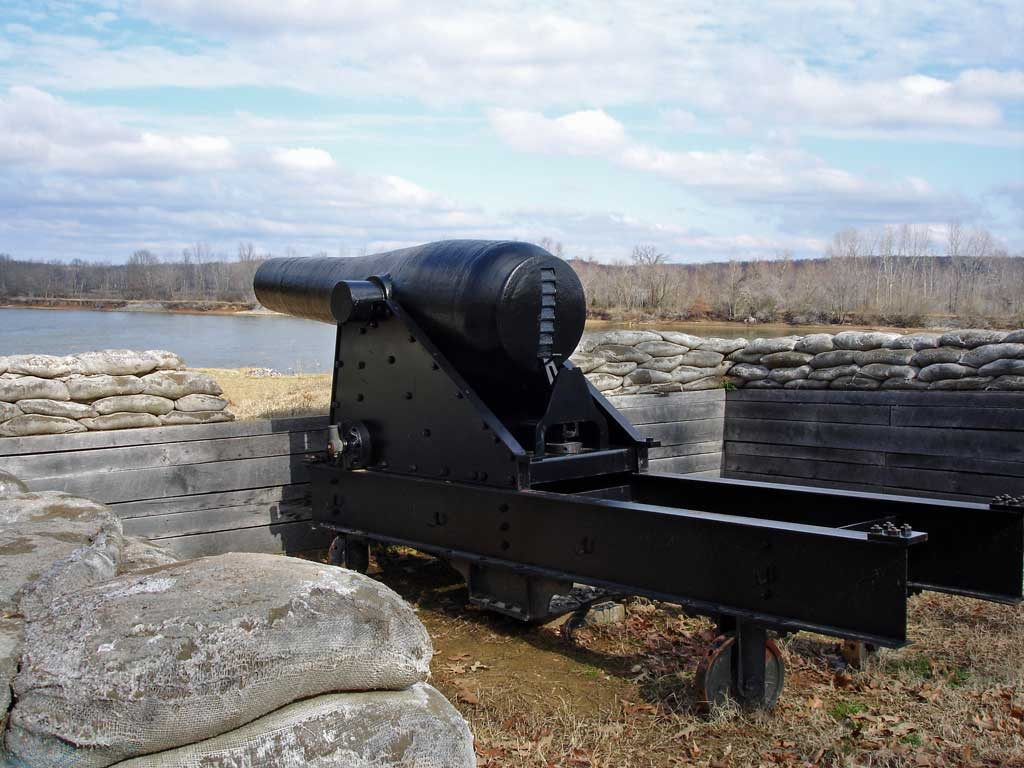
Uma Columbíade de 10 polegadas no Fort Donelson.

Columbíade, é a designação de uma série de canhões de grande calibre, de canos de alma lisa capazes de disparar projéteis pesados em trajetórias altas e baixas. Esses recursos permitiram que as Columbíades disparassem tiros de um ou vários projéteis a longas distâncias, tornando-a uma excelente arma de defesa costeira para a época.:61,63
Inventadas pelo Coronel George Bomford, Exército dos Estados Unidos, em 1811, as Columbíades foram usados na defesa da costa dos Estados Unidos desde a Guerra de 1812 até os primeiros anos do século XX. Muito poucas Columbíades foram usadas fora dos Exércitos da União e Confederado; no entanto, as Columbíades são consideradas por alguns como a inspiração para os posteriores canhões Paixhans desenvolvidos pelo francês Henri-Joseph Paixhans cerca de 30 anos depois.